# 1-alkilglicerofosfoholin O-acetiltransferaza
1-Alkilglicerofosfoholin O-acetiltransferaza (EC 2.3.1.67, acetil-KoA:1-alkil-2-lizo--glicero-3-fosfoholin 2-O-acetiltransferaza, acetil-KoA:lizo-PAF acetiltransferaza, 1-alkil-2-lizolecitin acetiltransferaza, acil-KoA:1-alkil--glicero-3-fosfoholin aciltransferaza, acetiltransferaza aktivacionog faktora krvnih trombocitra, lizo-GPC:acetil KoA acetiltransferaza, lizo-trombocit aktivirajući faktor:acetil-KoA acetiltransferaza, lizoPAF:acetil KoA acetiltransferaza, PAF acetiltransferaza, acilhidrolaza trombocit-aktivirajućeg faktora, enzim sinteze trombocit-aktivirajućeg faktora, 1-alkil-2-lizo--glicero-3-fosfoholin acetiltransferaza, lizo-trombocit-aktivirajući faktor:acetil-KoA acetiltransferaza) je enzim sa sistematskim imenom acetil-KoA:1-alkil--glicero-3-fosfoholin 2-O-acetiltransferaza. Ovaj enzim katalizuje sledeću hemijsku reakciju
acetil-KoA + 1-alkil--glicero-3-fosfoholin {\displaystyle \rightleftharpoons } KoA + 2-acetil-1-alkil--glicero-3-fosfoholin

## Literatura
- Nicholas C. Price; Lewis Stevens (1999). Fundamentals of Enzymology: The Cell and Molecular Biology of Catalytic Proteins (Third изд.). USA: Oxford University Press. ISBN 019850229X.
- Eric J. Toone (2006). Advances in Enzymology and Related Areas of Molecular Biology, Protein Evolution (Volume 75 изд.). Wiley-Interscience. ISBN 0471205036.
- Branden C; Tooze J. Introduction to Protein Structure. New York, NY: Garland Publishing. ISBN 0-8153-2305-0.
- Irwin H. Segel. Enzyme Kinetics: Behavior and Analysis of Rapid Equilibrium and Steady-State Enzyme Systems (Book 44 изд.). Wiley Classics Library. ISBN 0471303097.

## Spoljašnje veze
- 1-alkylglycerophosphocholine+O-acetyltransferase на 